# Heligmonevra assamensis
Heligmonevra assamensis là một loài ruồi trong họ Asilidae. Heligmonevra assamensis được Joseph & Parui miêu tả năm 1987. Loài này phân bố ở miền Ấn Độ - Mã Lai.